# AUTOEXEC.BAT
AUTOEXEC.BAT este fișierul din MS-DOS care rulează când se pornește sistemul de operare. Fișierul, de tip text, este localizat în rădăcina partiției, de obicei în C:\ .
Odată ce sistemul este instalat, fișierul este creat și este gol, utilizatorul putând să editeze fișierul adăugând comenzi. Comenzile sunt executate atunci când se rulează fișierul.